# Carlos Cardet
Pour les articles homonymes, voir Cardet (homonymie).
Cardet  Llorente est un nom espagnol. Le premier nom de famille, en général paternel, est Cardet ; le second, en général maternel, souvent omis, est Llorente.
Carlos Cardet Llorente, né le 6 mars 1951 à La Havane, est un coureur cycliste cubain dont la carrière se déroule au cours des années 1970. Il gagne le Tour de Cuba à trois reprises.

## Biographie
Le renom de Carlos Cardet tient à ses performances au Tour de Cuba. Hors de l'île, il s'illustre sur deux épreuves qui lui valent de figurer dans la saga cycliste :
- La Course de la Paix à laquelle les coureurs cubains  ont participé régulièrement à partir de 1964 et dont il prend cinq fois le départ. En 1978, il est le premier cubain à y remporter une étape.
- Les Jeux panaméricains, où après une médaille de bronze acquise en 1975, il conquiert, en 1979, la médaille d'or.

Il représente Cuba lors de deux Jeux olympiques, à Montréal et à Moscou.

## Palmarès
- 1968
  - 1re participation au Tour de Cuba (Carlos Cardet débute dans cette course, au sein de l'équipe Juvenil)

- 1969
  - 2e étape du Tour de Cuba

- 1971
  - Tour de Cuba :
    - 3e étape
    - Prix de la montagne

- 1973
  - 5e étape du Tour de Cuba (contre-la-montre par équipes)
  - 10e du Tour de Pologne

- 1974
  - 5e étape du Tour du Táchira
  - Tour de Cuba :
    - Classement général
    - 2e étape (contre-l-montre par équipes)

  - 3e du Trofeo Papà Cervi

- 1975
  -  Médaille de bronze de la course en ligne aux Jeux panaméricains

- 1976
  - 4e étape du Tour de Cuba

- 1977
  - Tour de Cuba :
    - Classement général
    - 6e et 7e étapes
    - Prix de la montagne

- 1978
  - Tour de Cuba :
    - 3e du classement général
    - 11e étape

  - 5e étape de la Course de la Paix

- 1979
  - Tour de Cuba :
    - Classement général
    - 1re étape

  -  Médaille d'or de la course en ligne aux Jeux panaméricains de San Juan[2].

### Récapitulatif de ses résultats sur laCourse de la Paixet leTour de Cuba
| 5 participations. - 1974 : 30e au classement général. - 1975 : 50e au classement général. - 1977 : 20e au classement général. - 1978 : 11e au classement général et vainqueur de la 5e étape. - 1981 : 26e au classement général. | 10 participations. - 1968 : 1re participation. - 1969 : 4e au classement général et vainqueur de la 2e étape. - 1971 : 9e au classement général, vainqueur du classement du meilleur grimpeur et de la 3e étape. - 1972 : 4e au classement général. - 1974 : vainqueur de l'épreuve. - 1976 : 7e au classement général et vainqueur de la 4e étape. - 1977 : vainqueur de l'épreuve, vainqueur du classement du meilleur grimpeur et des 6 et 7e étapes. - 1978 : 3e au classement général et vainqueur de la 11e étape. - 1979 : vainqueur de l'épreuve et vainqueur de la 2e étape. - 1981 : 5e au classement général. |

## Résultats sur les championnats

### Jeux olympiques
Course en ligne
2 participations.
- Montréal 1976 : 14e au classement final[6].
- Moscou 1980 : abandon[7].

100 km par équipes
1 participation.
- Montréal 1976 : 14e au classement final (avec Aldo Arencibia, Jorge Gómez (en) et Raúl Vázquez (en))[8].

### Championnats du monde amateurs
100 km par équipes
2 participations.
- Montréal 1974 : 11e au classement final (avec Aldo Arencibia, Roberto Menéndez et José Prieto)[9].
- San Cristóbal 1977 : 14e au classement final.

### Jeux panaméricains
2 participations.
- Mexico 1975 :  3e au classement final.
- San Juan 1979 :  vainqueur de l'épreuve.

### Championnats panaméricains
- Cali 1974
  -  Médaillé de bronze des 100 km contre-la-montre par équipes (avec Aldo Arencibia, José Prieto (en) et Roberto Menéndez (en)).
- Saint-Domingue 1976
  -  Médaillé d'or des 100 km contre-la-montre par équipes (avec Aldo Arencibia, Raúl Vázquez (en) et Roberto Menéndez).